# 오이정 (오카야마현)
오이정(大井町)은 오카야마현 구메군에 있던 정이다. 현재의 쓰야마시에 해당한다.

## 역사
- 1952년 8월 1일 - 오이니시촌, 다이토촌이 합병해, 오이정이 발족하였다.
- 1955년 1월 1일 - 구메촌, 시토리촌과 합병해, 구메정이 되었다.

## 교통

### 철도
- 일본국유철도
  - 기신선

### 도로
- 국도 제181호선
- 주고쿠 자동차도

## 참고문헌
- 和泉橋警察署 『新旧対照市町村一覧』第2冊（東京 ： 加藤孫次郎、1889（明22））
- 地名編纂委員会 『角川日本地名大辞典33 岡山県』（角川学芸出版、1989、ISBN 4040013301）